# Populus tremula
Populus tremula là một loài thực vật có hoa trong họ Liễu. Loài này được Carl von Linné miêu tả khoa học đầu tiên năm 1753.
Đây là loài bản địa các xứ ôn đới châu Âu và châu Á, từ Iceland và British Isles về phía đông đến Kamchatka, về phía bắc đến vòng Bắc Cực ở Scandinavia và phía bắc Nga, phía nam và trung bộ Tây Ban Nha, Thổ Nhĩ Kỳ, Thiên Sơn, Triều Tiên và miền bắc Nhật Bản. Loài này cũng hiện diện tại một địa điểm ở tây bắc châu Phi ở Algeria. Ở phía nam phạm vi phân bố, loài cây này xuất hiện ở những nơi có độ cao lớn trên núi.

## Hình ảnh

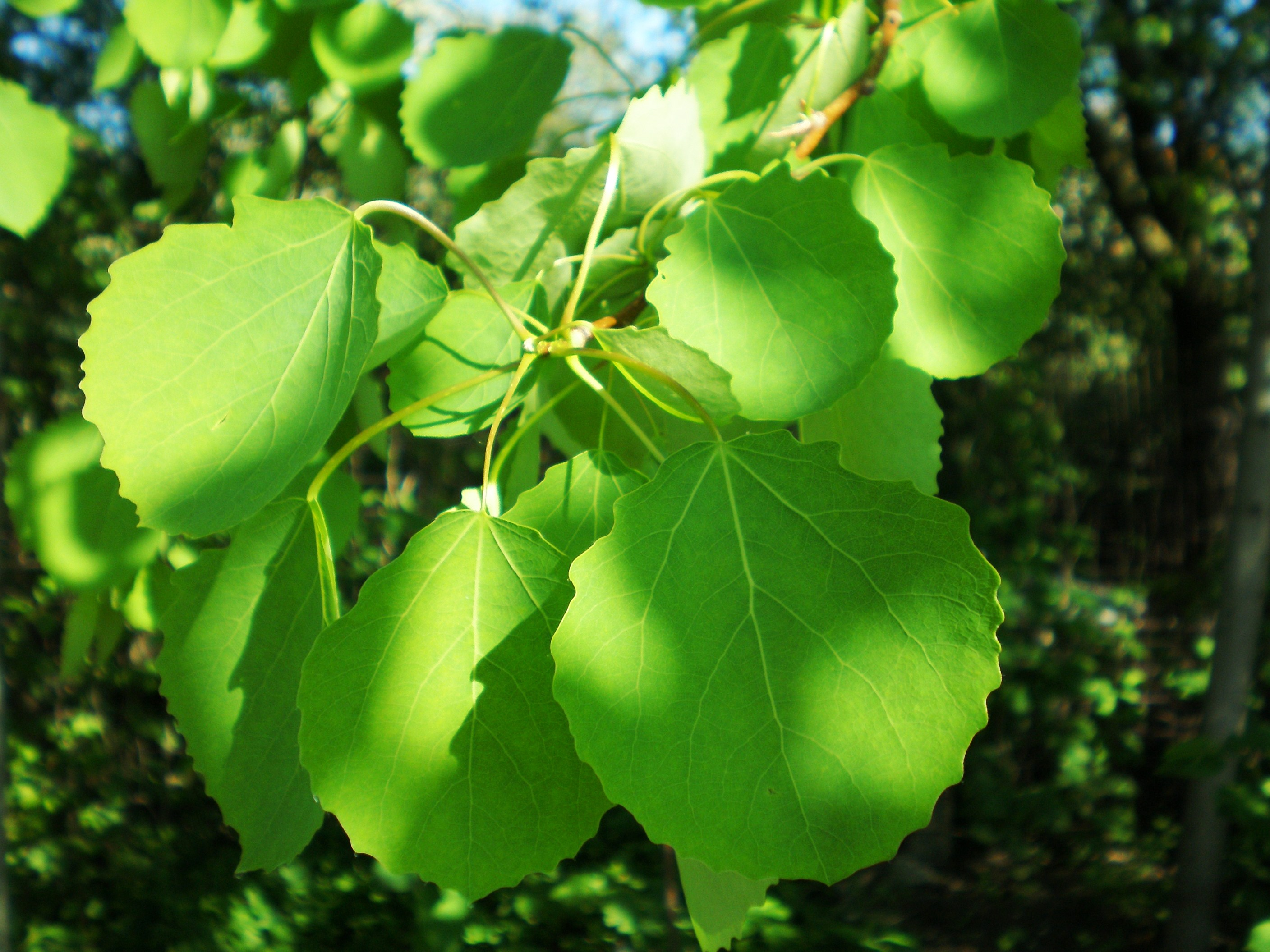
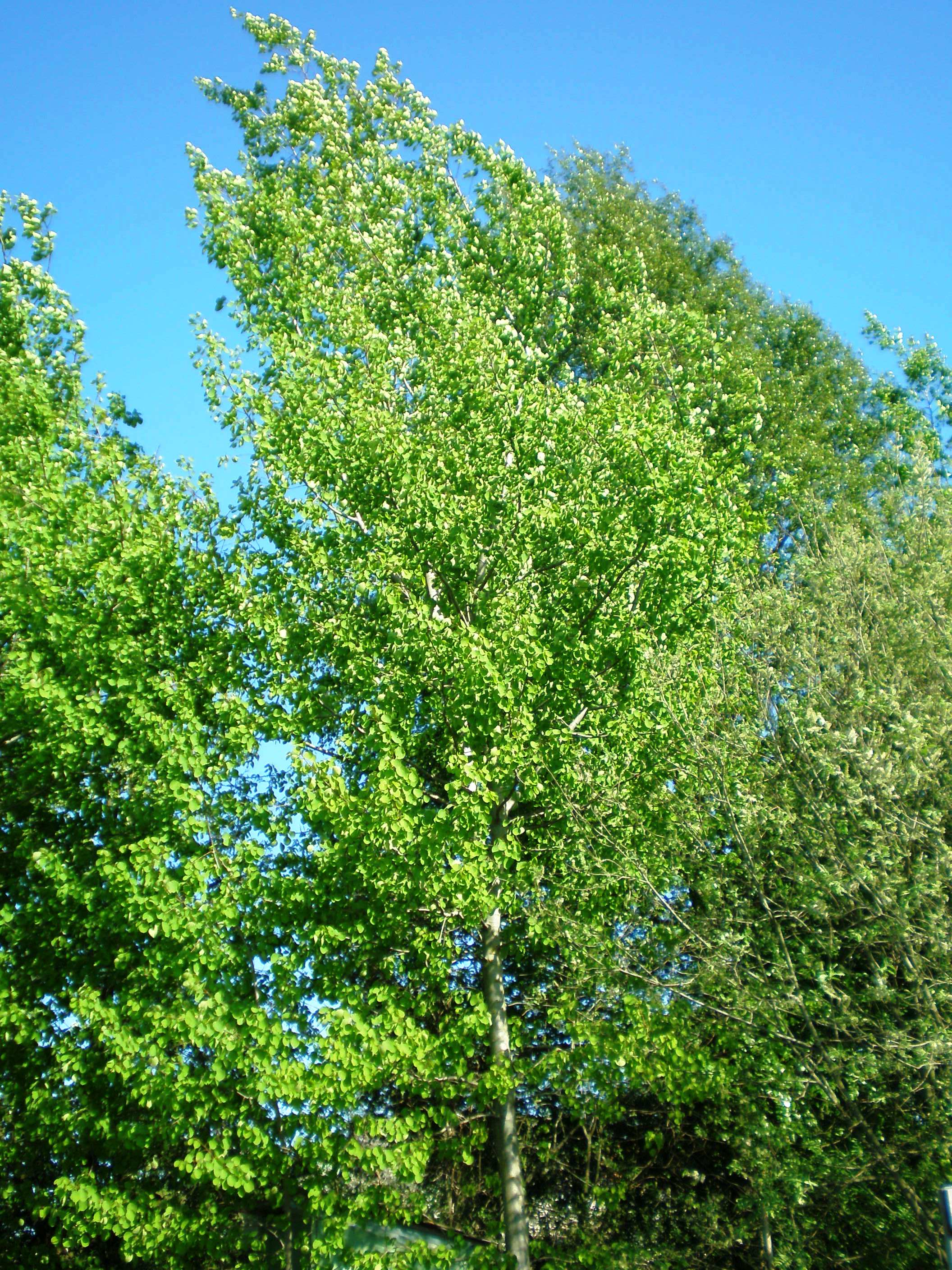
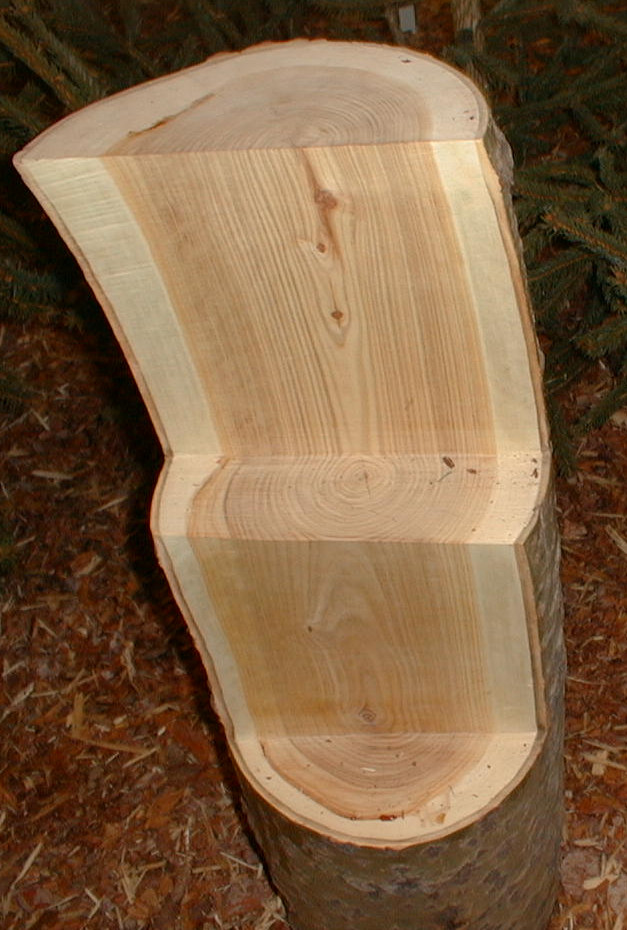
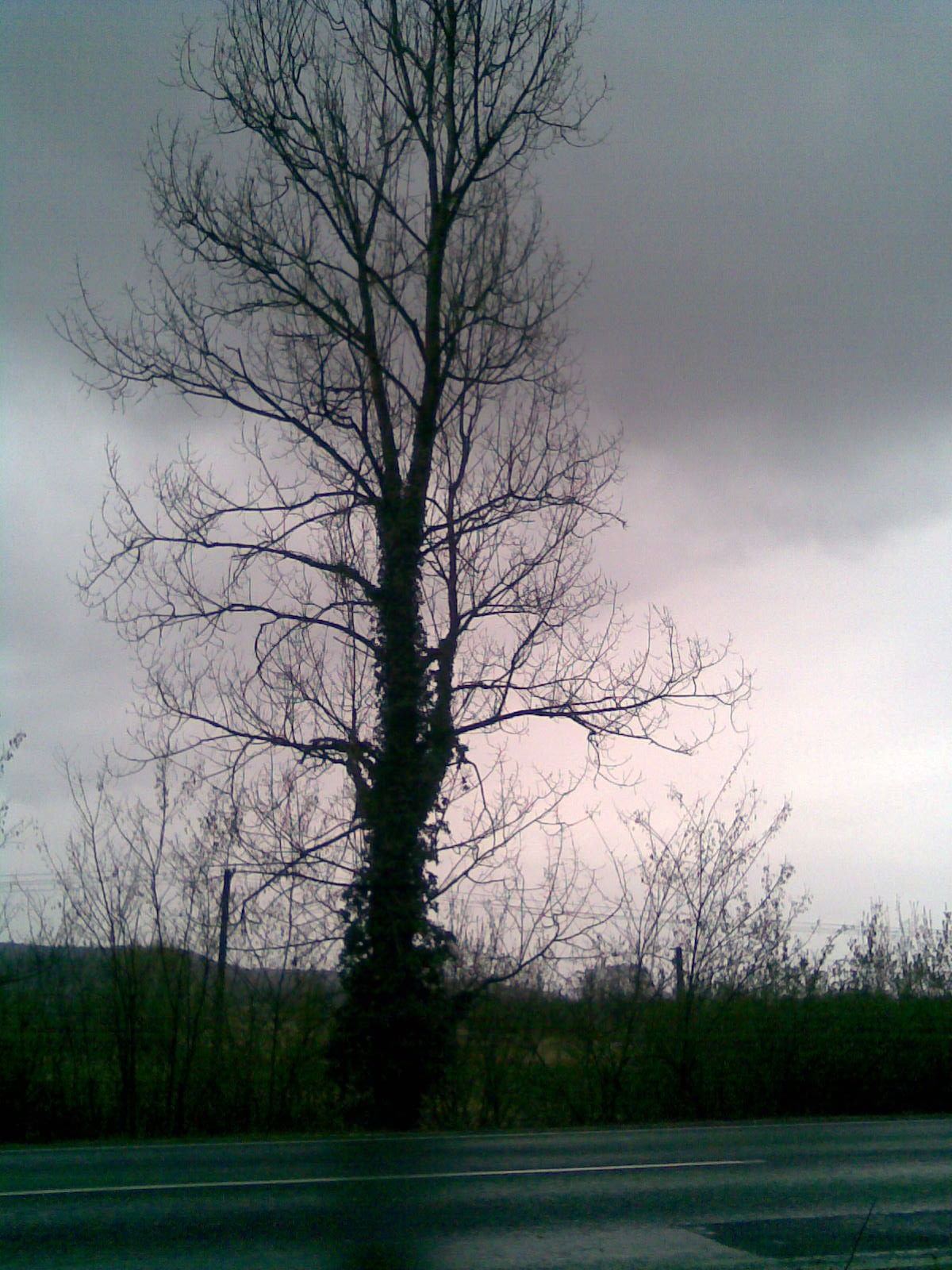